# Slimcase

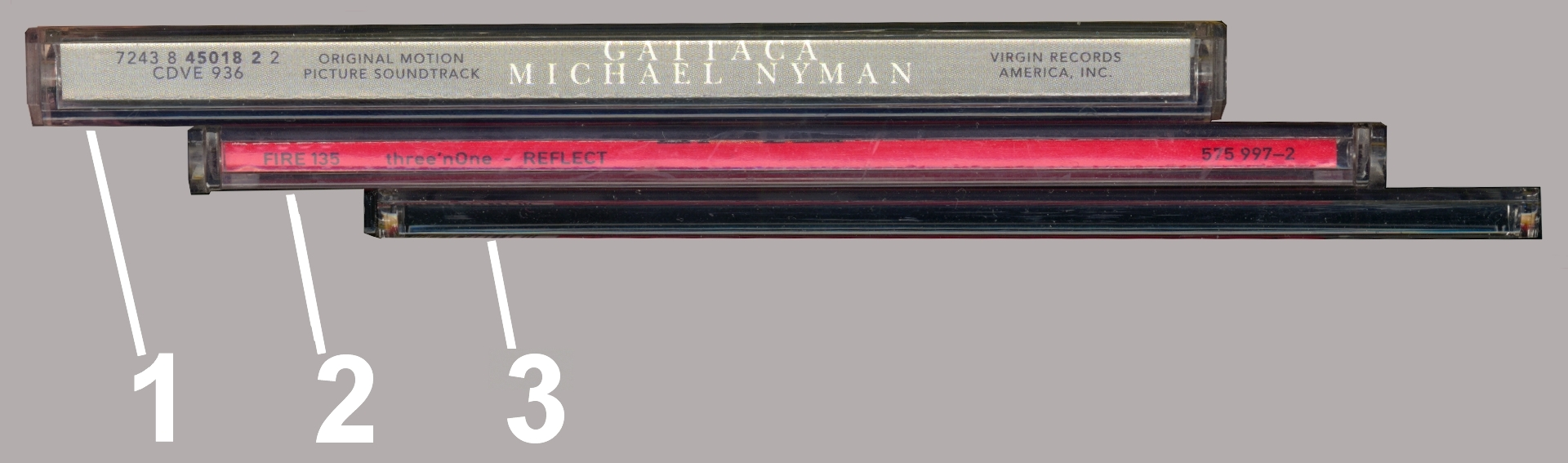
Tre olika CD-fodral. Längst ner ett slimcase

Slimcase kallas DVD-fodral vars bredd (tjocklek) är mindre än ett vanligt DVD-fodral. Ett vanligt DVD-fodral är 14 mm brett medan ett slimcase vanligtvis är antingen 7 mm eller 9 mm brett.
Filmer som släppts i slimcase finns i regel alltid i vanligt fodral också. Slimcase kan sägas vara lågbudgetvarianten.